# Robert Wenman
Pour les articles homonymes, voir Wenman.
Robert Lloyd Wenman (19 juin 1940-14 juin 1995) est un homme politique canadien de la Colombie-Britannique. Il est député fédéral progressiste-conservateur de la circonscription britanno-colombienne de Fraser Valley-Ouest de 1974 à 1993.
Il est aussi député provincial créditiste de la circonscription britanno-colombienne de Delta de 1966 à 1972.

## Biographie
Né à Maidstone en Saskatchewan, Wenman fréquente l'université de la Saskatchewan, ainsi qu'une formation d'enseignant à la Saskatoon Teachers College. 
Après son passage à l'Assemblée législative de la Colombie-Britannique, il est brièvement conseiller municipal de Surrey.
Wenman meurt en juin 1995 à l'âge de 54 ans.